# Mihalić
Mihalić je priimek v Sloveniji in tujini. Po podatkih Statističnega urada Republike Slovenije je na dan 1. januarja 2010 v Slovenjiji uporabljalo ta priimek 46 oseb. Priimek prihaja iz Hrvaške iz kraja Mihalić Selo v bližini mesta Duga Resa, kjer naj bi bil to v preteklosti priimek vseh prebivalcev kraja.

## Znani  nosilci priimka
- Franjo Mihalić (1920—2015) hrvaški atlet, maratonec
- Slavko Mihalić (1928—1995), hrvaški pesnik in akademik